# Campeonato Mundial de Clubes de Balonmano de 2017
El Campeonato Mundial de Clubes de Balonmano de 2017 (oficialmente IHF Super Globe 2022) fue la 11.ª edición del Campeonato Mundial de Clubes de Balonmano. Fue celebrado por octava vez consecutiva en Doha, Catar en el Al-Gharafa Sala de S.D. del 25 al 28 de agosto de 2017.

## Equipos Clasificados
Participarán del torneo los 5 campeones de cada torneo continental, el campeón defensor, el equipo anfitrión y un equipo comodín.
| Equipo                      | Clasificación                |
| --------------------------- | ---------------------------- |
| Füchse Berlin               | Super Globe 2016             |
| Espérance Sportive de Tunis | Liga de campeones de la CAH  |
| Naft & Gaz Gachsaran        | Liga de campeones de la AHF  |
| Sydney University           | Copa de campeones de Oceanía |
| EC Pinheiros                | Campeonato Panamericano      |
| RK Vardar                   | Liga de Campeones de la EHF  |
| Barcelona                   | Comodín                      |
| Al Sadd                     | Anfitrión                    |

## Árbitros
Fueron seleccionadas 6 parejas de árbitros para el torneo.
| Árbitros      | Árbitros                            |
| ------------- | ----------------------------------- |
| Argentina     | Julian Grillo / Sebastián Lenci     |
| Letonia       | Renars Līcis / Zigmars Sondors      |
| Noruega       | Kjersti Arntsen / Guro Røen         |
| Corea del Sur | Lee See-ok / Koo Bon-ok             |
| España        | Ignacio García / Andreu Marín       |
| Túnez         | Ismail Boualloucha / Ramzi Khenissi |

## Resultados
Todos los horarios son locales(UTC+3).

### Llave
|  | Cuartos de final            | Cuartos de final |               |    | Semifinales   | Semifinales   |  |  | Final | Final |
|  |                             |                  |               |    |               |               |  |  |       |       |
|  | 25 de agosto                |                  |               |    |               |               |  |  |       |       |
|  |                             |                  |               |    |               |               |  |  |       |       |
|  | Al Sadd                     | 33               |               |    |               |               |  |  |       |       |
|  | Al Sadd                     | 33               | 26 de agosto  |    |               |               |  |  |       |       |
|  | Sydney University           | 25               |               |    |               |               |  |  |       |       |
|  | Sydney University           | 25               | Al Sadd       | 23 |               |               |  |  |       |       |
|  | 25 de agosto                |                  | Al Sadd       | 23 |               |               |  |  |       |       |
|  |                             | Füchse Berlin    | 30            |    |               |               |  |  |       |       |
|  | Füchse Berlin               | Füchse Berlin    | 30            | 33 |               |               |  |  |       |       |
|  | Füchse Berlin               |                  | 28 de agosto  | 33 |               |               |  |  |       |       |
|  | EC Pinheiros                | 31               |               |    |               |               |  |  |       |       |
|  | EC Pinheiros                | 31               | Füchse Berlin | 25 |               |               |  |  |       |       |
|  | 25 de agosto                |                  | Füchse Berlin | 25 |               |               |  |  |       |       |
|  |                             | Barcelona        | 29            |    |               |               |  |  |       |       |
|  | RK Vardar                   | Barcelona        | 29            | 30 |               |               |  |  |       |       |
|  | RK Vardar                   | 26 de agosto     |               | 30 |               |               |  |  |       |       |
|  | Naft & Gaz Gachsaran        | 22               |               |    |               |               |  |  |       |       |
|  | Naft & Gaz Gachsaran        | 22               | RK Vardar     | 29 |               |               |  |  |       |       |
|  | 25 de agosto                |                  | RK Vardar     | 29 |               |               |  |  |       |       |
|  |                             | Barcelona        | 32            |    | Tercer Puesto | Tercer Puesto |  |  |       |       |
|  | Barcelona                   | Barcelona        | 32            | 42 | Tercer Puesto | Tercer Puesto |  |  |       |       |
|  | Barcelona                   |                  | 28 de agosto  | 42 |               |               |  |  |       |       |
|  | Espérance Sportive de Tunis | 24               |               |    |               |               |  |  |       |       |
|  | Espérance Sportive de Tunis | 24               | Al Sadd       | 19 |               |               |  |  |       |       |
|  |                             |                  |               |    |               |               |  |  |       |       |
|  | RK Vardar                   | 37               |               |    |               |               |  |  |       |       |
|  | RK Vardar                   | 37               |               |    |               |               |  |  |       |       |

Llave por el quinto puesto
|  | Semifinales 5to–8vo puesto  | Semifinales 5to–8vo puesto  |                |    | Quinto puesto | Quinto puesto |
|  |                             |                             |                |    |               |               |
|  | 26 de agosto                |                             |                |    |               |               |
|  |                             |                             |                |    |               |               |
|  | Sydney University           | 26                          |                |    |               |               |
|  | Sydney University           | 26                          | 28 de agosto   |    |               |               |
|  | EC Pinheiros                | 32                          |                |    |               |               |
|  | EC Pinheiros                | 32                          | EC Pinheiros   | 32 |               |               |
|  | 26 de agosto                |                             | EC Pinheiros   | 32 |               |               |
|  |                             | Espérance Sportive de Tunis | 29             |    |               |               |
|  | Naft & Gaz Gachsaran        | Espérance Sportive de Tunis | 29             | 28 |               |               |
|  | Naft & Gaz Gachsaran        |                             |                | 28 |               |               |
|  | Espérance Sportive de Tunis | 35                          |                |    |               |               |
|  | Espérance Sportive de Tunis | 35                          | Séptimo puesto |    |               |               |
|  |                             |                             |                |    |               |               |
|  | 28 de agosto                |                             |                |    |               |               |
|  |                             |                             |                |    |               |               |
|  | Sydney University           | 24                          |                |    |               |               |
|  | Sydney University           | 24                          |                |    |               |               |
|  | Naft & Gaz Gachsaran        | 27                          |                |    |               |               |

### Partidos
| Campeonato Mundial de Clubes de Balonmano de Catar de 2017 Cuartos de final; 25 de agosto de 2017 | Barcelona     | 42 - 24                                         | Espérance Sportive de Tunis    | Duhail Sports Hall, Doha                                             |                                                                      |
| 13:00                                                                                             | Aleix Gomez 9 | ( 19 - 10 ) OMR Reporte PbP Reporte FTR Reporte | Bhar Mohamedali, Amri Nidhal 5 | Asistencia: 1500 espectadores Árbitro(s): LICIS R Árbitra: SONDORS Z | Asistencia: 1500 espectadores Árbitro(s): LICIS R Árbitra: SONDORS Z |

| Campeonato Mundial de Clubes de Balonmano de Catar de 2017 Cuartos de final; 25 de agosto de 2017 | RK Vardar                    | 30 - 22                                         | Naft & Gaz Gachsaran | Duhail Sports Hall, Doha                                                   |                                                                            |
| 15:00                                                                                             | Luka Cindrić, Vuko Borozan 5 | ( 15 - 10 ) OMR Reporte PbP Reporte FTR Reporte | Kamran Nosrati 7     | Asistencia: 400 espectadores Árbitro(s): BOUALLOUCHA I Árbitra: KHENISSI R | Asistencia: 400 espectadores Árbitro(s): BOUALLOUCHA I Árbitra: KHENISSI R |

| Campeonato Mundial de Clubes de Balonmano de Catar de 2017 Cuartos de final; 25 de agosto de 2017 | Füchse Berlin   | 33 - 31                                         | EC Pinheiros  | Duhail Sports Hall, Doha                                                   |                                                                            |
| 17:00                                                                                             | Petar Nenadic 7 | ( 16 - 14 ) OMR Reporte PbP Reporte FTR Reporte | Arthur Peao 8 | Asistencia: 800 espectadores Árbitro(s): GARCIA I Árbitra: MARIN LORENTE A | Asistencia: 800 espectadores Árbitro(s): GARCIA I Árbitra: MARIN LORENTE A |

| Campeonato Mundial de Clubes de Balonmano de Catar de 2017 Cuartos de final; 25 de agosto de 2017 | Al Sadd            | 33 - 25                                         | Sydney University | Duhail Sports Hall, Doha                                      |                                                               |
| 19:00                                                                                             | Abdulla Al-Karbi 7 | ( 14 - 11 ) OMR Reporte PbP Reporte FTR Reporte | Benjamin Briffe 7 | Asistencia: 700 espectadores Árbitro(s): KOO B Árbitra: LEE S | Asistencia: 700 espectadores Árbitro(s): KOO B Árbitra: LEE S |

| Campeonato Mundial de Clubes de Balonmano de Catar de 2017 Semifinales 5.º-8.º; 26 de agosto de 2017 | Naft & Gaz Gachsaran    | 28 - 35                                         | Espérance Sportive de Tunis | Duhail Sports Hall, Doha                                      |                                                               |
| 13:00                                                                                                | Mohammad Ali Ghasemi 10 | ( 12 - 16 ) OMR Reporte PbP Reporte FTR Reporte | Oussama Boughanmi 9         | Asistencia: 400 espectadores Árbitro(s): KOO B Árbitra: LEE S | Asistencia: 400 espectadores Árbitro(s): KOO B Árbitra: LEE S |

| Campeonato Mundial de Clubes de Balonmano de Catar de 2017 Semifinales 5.º-8.º; 26 de agosto de 2017 | Sydney University | 26 - 32                                         | EC Pinheiros                            | Duhail Sports Hall, Doha                                            |                                                                     |
| 15:00                                                                                                | Benjamin Briffe 6 | ( 11 - 16 ) OMR Reporte PbP Reporte FTR Reporte | Julián Souto Cueto, Rudolph Hackbarth 9 | Asistencia: 1200 espectadores Árbitro(s): ARNTSEN K Árbitra: ROEN G | Asistencia: 1200 espectadores Árbitro(s): ARNTSEN K Árbitra: ROEN G |

| Campeonato Mundial de Clubes de Balonmano de Catar de 2017 Semifinales; 28 de agosto de 2017 | RK Vardar      | 29 - 32                                         | Barcelona  | Duhail Sports Hall, Doha                                                  |                                                                           |
| 17:00                                                                                        | Luka Cindrić 7 | ( 12 - 15 ) OMR Reporte PbP Reporte FTR Reporte | Dika Mem 6 | Asistencia: 1200 espectadores Árbitro(s): GRILLO LOPEZ J Árbitra: LENCI S | Asistencia: 1200 espectadores Árbitro(s): GRILLO LOPEZ J Árbitra: LENCI S |

| Campeonato Mundial de Clubes de Balonmano de Catar de 2017 Semifinales; 28 de agosto de 2017 | Al Sadd                   | 23 - 30                                         | Füchse Berlin   | Duhail Sports Hall, Doha                                                    |                                                                             |
| 19:00                                                                                        | Zine Eddine Bou Mendjel 4 | ( 13 - 16 ) OMR Reporte PbP Reporte FTR Reporte | Hans Lindberg 6 | Asistencia: 2000 espectadores Árbitro(s): BOUALLOUCHA I Árbitra: KHENISSI R | Asistencia: 2000 espectadores Árbitro(s): BOUALLOUCHA I Árbitra: KHENISSI R |

| Campeonato Mundial de Clubes de Balonmano de Catar de 2017 7.º puesto; 28 de agosto de 2017 | Sydney University | 24 - 27                                         | Naft & Gaz Gachsaran    | Duhail Sports Hall, Doha                                                 |                                                                          |
| 13:00                                                                                       | Marcus Hock 9     | ( 12 - 13 ) OMR Reporte PbP Reporte FTR Reporte | Mohammad Ali Ghasemi 10 | Asistencia: 600 espectadores Árbitro(s): GRILLO LOPEZ J Árbitra: LENCI S | Asistencia: 600 espectadores Árbitro(s): GRILLO LOPEZ J Árbitra: LENCI S |

| Campeonato Mundial de Clubes de Balonmano de Catar de 2017 5.º puesto; 28 de agosto de 2017 | EC Pinheiros        | 32 - 29                                         | Espérance Sportive de Tunis | Duhail Sports Hall, Doha                                           |                                                                    |
| 15:00                                                                                       | Diogo Kent Hubner 8 | ( 15 - 17 ) OMR Reporte PbP Reporte FTR Reporte | Nidhal Amri 8               | Asistencia: 300 espectadores Árbitro(s): ARNTSEN K Árbitra: ROEN G | Asistencia: 300 espectadores Árbitro(s): ARNTSEN K Árbitra: ROEN G |

| Campeonato Mundial de Clubes de Balonmano de Catar de 2017 3.er puesto; 28 de agosto de 2017 | Al Sadd                                              | 19 - 37                                         | RK Vardar          | Duhail Sports Hall, Doha                      |                                               |
| 17:00                                                                                        | Amine Guehis, Abdulla Al-Karbi, Hadi Hazem Hamdoon 3 | ( 10 - 14 ) OMR Reporte PbP Reporte FTR Reporte | Danil Shishkarev 8 | Árbitro(s): GARCIA I Árbitra: MARIN LORENTE A | Árbitro(s): GARCIA I Árbitra: MARIN LORENTE A |

| Campeonato Mundial de Clubes de Balonmano de Catar de 2017 Final; 28 de agosto de 2017 | Füchse Berlin                 | 25 - 29                                         | Barcelona             | Duhail Sports Hall, Doha                                             |                                                                      |
| 19:00                                                                                  | Fabian Wiede, Petar Nenadic 5 | ( 12 - 15 ) OMR Reporte PbP Reporte FTR Reporte | Valero Rivera Folch 9 | Asistencia: 1500 espectadores Árbitro(s): LICIS R Árbitra: SONDORS Z | Asistencia: 1500 espectadores Árbitro(s): LICIS R Árbitra: SONDORS Z |

## Estadísticas

### Clasificación General
| Medalla de oro    | Barcelona                   |
| Medalla de plata  | Füchse Berlin               |
| Medalla de bronce | RK Vardar                   |
| 4                 | Al Sadd                     |
| 5                 | EC Pinheiros                |
| 6                 | Espérance Sportive de Tunis |
| 7                 | Naft & Gaz Gachsaran        |
| 8                 | Sydney University           |

### Goleadores
| P  | Nombre               | Equipo                      | G  | L  | %E | 7m   | PJ |
| -- | -------------------- | --------------------------- | -- | -- | -- | ---- | -- |
| 1  | Mohammad Ali Ghasemi | Naft & Gaz Gachsaran        | 24 | 36 | 67 | 8/10 | 3  |
| 2  | Julián Souto Cueto   | EC Pinheiros                | 19 | 33 | 58 | -    | 3  |
| 3  | Nidhal amri          | Espérance Sportive de Tunis | 18 | 29 | 62 | -    | 3  |
| 4  | Benjamin Briffe      | Sydney University           | 18 | 31 | 58 | -    | 3  |
| 5  | Oussama Boughanmi    | Espérance Sportive de Tunis | 17 | 23 | 74 | 5/6  | 3  |
| 6  | Marcus Hock          | Sydney University           | 17 | 34 | 50 | 7/8  | 3  |
| 7  | Rudolph Hakhbarth    | EC Pinheiros                | 16 | 22 | 73 | 3/3  | 3  |
| 8  | Valero Rivera Folch  | Barcelona                   | 16 | 19 | 84 | 6/6  | 3  |
| 9  | Vuko Borozan         | RK Vardar                   | 15 | 23 | 65 | -    | 3  |
| 10 | Thimothey N'Guessan  | Barcelona                   | 15 | 23 | 65 | -    | 3  |

Fuente: IHF

### Arqueros
- Mínimo del 20% de lanzamientos recibidos por equipo.

| Rank | Nombre                  | Equipo                      | %E | A  | L   | PJ |
| ---- | ----------------------- | --------------------------- | -- | -- | --- | -- |
| 1    | Arpad Šterbik           | RK Vardar                   | 42 | 15 | 36  | 3  |
| 2    | Gonzalo Pérez de Vargas | Barcelona                   | 39 | 30 | 77  | 3  |
| 3    | Marcos Paulo Dos Santos | EC Pinheiros                | 34 | 40 | 119 | 3  |
| 4    | Ali Rahimikazerooni     | Naft & Gaz Gachsaran        | 33 | 41 | 123 | 3  |
| 5    | Tomasz Szalkucki        | Sydney University           | 33 | 24 | 72  | 3  |
| 6    | Strahinja Milic         | RK Vardar                   | 32 | 20 | 63  | 3  |
| 7    | Ahmedamine Bedoui       | Naft & Gaz Gachsaran        | 31 | 27 | 86  | 3  |
| 8    | Danijel Šarić           | Al Sadd                     | 31 | 30 | 98  | 3  |
| 9    | Achraf Elabed           | Espérance Sportive de Tunis | 28 | 16 | 58  | 3  |
| 10   | Silvio Heinvetter       | Füchse Berlin               | 28 | 29 | 102 | 3  |

Fuente: IHF

| Predecesor: Mundial de Clubes 2016 | Campeonato Mundial de Clubes de Balonmano 2017 | Sucesor: Mundial de Clubes 2018 |